# Thomas E. Sanders
Thomas E. Sanders (1953 – 6 de julho de 2017) foi um diretor de arte estadunidense. Foi indicado ao Oscar de melhor direção de arte por Dracula e Saving Private Ryan.

## Filmografia
- Days of Thunder (1990)
- Naked Tango (1991)
- Hook (1991)
- Dracula (1992)[1]
- Maverick (1994)
- Braveheart (1995)
- Assassins (1995)
- Fathers' Day (1997)
- Saving Private Ryan (1998)
- Mission: Impossible 2 (2000)
- We Were Soldiers (2002)
- Rumor Has It (2005)
- Apocalypto (2006)
- Eagle Eye (2008)
- Edge of Darkness (2010)
- Venom in Vegas (2010)
- Secretariat (2010)
- Red Riding Hood (2011)
- After Earth (2013)
- Crimson Peak (2015)
- Star Trek Beyond (2016)